# Erroll M. Brown
Erroll Mingo Brown (San Petersburgo (Florida), Estados Unidos, 1950) es un contralmirante retirado de la Guardia Costera de los Estados Unidos. Brown fue el primer afroamericano ascendido al rango de bandera en la Guardia Costera.

## Educación y servicio militar
Después de graduarse de la escuela secundaria Dixie M. Hollins en St. Petersburg, Florida, en 1968, Brown se matriculó en la Academia de la Guardia Costera de Estados Unidos. En 1972, Brown se graduó de la Academia y se especializó en Ingeniería Marina. También obtuvo una maestría en arquitectura naval e ingeniería marina y una segunda maestría en ingeniería industrial y de operaciones en la Universidad de Míchigan. En 1986, Brown recibió la Maestría en Administración de Empresas del Instituto Politécnico Rensselaer. Después recibió una maestría en seguridad nacional y estudios estratégicos cuando se graduó de la Escuela Superior de Guerra Naval en 1994.
Brown sirvió en barcos como el USS Burton Island (AG-88), USCGC Jarvis (WHEC-725) y USCGC Rush (WHEC-723). Ha ocupado puestos a bordo de barcos, incluidos los de asistente de control de daños, asistente de oficial de máquinas y oficial de cubierta tipo mantenimiento. También se desempeñó en Small Boat Branch como supervisor de dos instructores de oficiales de inspección en el Departamento de Ingeniería Marina en la Academia de la Guardia Costera de EE. UU. y se desempeñó como oficial ejecutivo. Ha sido revisor de programas en la Oficina del Jefe de Estado Mayor, División de Programas en el Cuartel General de la Guardia Costera, y se ha desempeñado como asistente militar del Secretario de Transporte. También fue asignado como jefe de la División de Presupuesto en la Oficina del Jefe de Estado Mayor en el Cuartel General de la Guardia Costera. En 1998, Brown fue ascendido a contraalmirante.